# Vår konung och vårt fosterland
Vår konung och vårt fosterland är en svensk fosterlandspsalm. Den har fyra verser författade av Johan Olof Wallin år 1814. Melodin är från 1569. Psalmen sjungs i början av Jan Troells film Utvandrarna.

## Publicerad i
- 1819 års psalmbok som nr 320 under rubriken "Överhet, undersåtar, fäderneland. Med avseende på särskilda personer, tider och omständigheter"
- 1937 års psalmbok som nr 489 under rubriken "Fosterland. Konungaspegel."